# 한기택
한기택(韓騎澤, 1959년 2월 17일 서울~ 2005년 7월 24일)은 대한민국의 법조인이다.
서울 영동고등학교와 서울대학교 법과대학을 졸업하고 제23회 사법시험에 합격하였다. 1986년 서울민사지방법원 판사를 시작으로 서울지방법원 동부지원, 대전지방법원 강경지원, 서울고등법원 판사 및 대법원 재판연구관, 수원지방법원 부장판사 등을 지냈다.
1988년 "법원 독립과 사법부 민주화"를 요구하는 서명운동을 주도하고, 강금실, 김종훈, 이광범 판사 등과 함께 우리법연구회를 창립하였다.
2002년부터 서울행정법원 부장판사로 근무하면서 법무부가 한국인과 결혼한 중국인 배우자에 대해 중국에 두고 온 성인 자녀의 한국 초청을 막는 것이 헌법에 보장된 평등권에 어긋난다는 판결, 선임병의 가혹행위로 자살한 육군 모 포병부대 이등병 엄모 씨에 대해 국가유공자로 인정하는 판결, 고위공직자의 재산등록 때 해당 공직자의 직계 존·비속이 재산등록을 거부할 경우 거부 사유와 거부자의 이름을 공개하라는 판결 등을 내렸다.
2005년 대전고등법원 부장판사가 되었으나 그 해 7월 휴가지에서 심장마비로 숨졌다.
후배들로부터 "목숨 걸고 재판하는 판사"로 추앙받았으며, "내가 그 무엇(고등법원 부장판사)이 되겠다는 생각을 버리는 순간 진정한 판사로서의 삶이 시작될 것으로 믿습니다"라는 말을 남기기도 했다.